# Pretendiente al trono

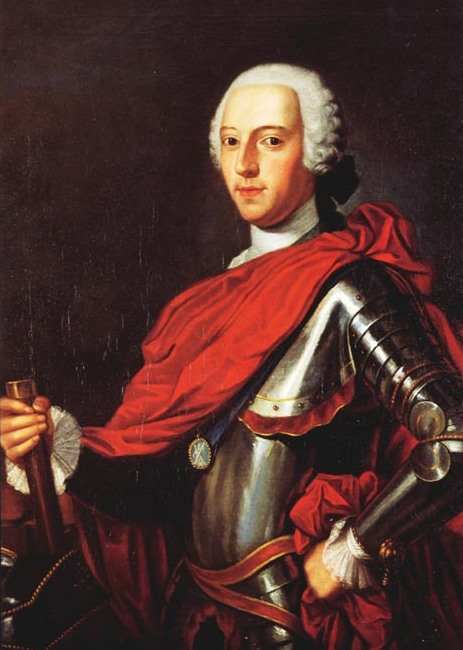
Carlos Eduardo Estuardo, pretendiente a los tronos inglés, francés, escocés e irlandés.

Pretendiente al trono es quien reclama su derecho a ocupar un trono que ha sido abolido o que está actualmente ocupado por otro con menos derecho, en su opinión. También se denomina pretendiente a quien, aun no realizando tal reclamación, tendría algún derecho a hacerla.[cita requerida] El título que adopta un pretendiente se denomina título de señalamiento o de pretensión.

## Detalles
La naturaleza de tales derechos reivindicados ha sido históricamente muy diversa, desde las situaciones en que efectivamente varios pretendientes a un trono disponían de argumentos genuinos (los miembros de distintas casas reales que se disputaron el reino de Francia durante la Guerra de los Cien Años -Valois y Plantagenet-, el reino de Inglaterra durante la Guerra de las Rosas -Lancaster y York-, o España en la Guerra de Sucesión Española -Habsburgo y Borbón-, etc.), como los que surgen de forma completamente artificiosa, consciente (Lambert Simnel, que disputó el trono a Enrique VIII de Inglaterra) o inconscientemente (la patología mental denominada megalomanía -visualizada en el tópico de los que dicen ser Napoleón, que efectivamente fueron muy numerosos a mediados del siglo XIX-). La pretensión de ser un rey dado por muerto se denomina sebastianismo, y ha estado presente en procesos históricos de importancia: originalmente el nombre surge de la muerte del rey Sebastián de Portugal, y se dieron hechos similares en la Rusia del siglo XVIII (Falso Dimitri) y del siglo XX (Anna Anderson y otras reclamaciones de identidad sobre la Princesa Anastasia, ejecutada por los revolucionarios). En el entorno cultural islámico es similar la figura del imán oculto.
El pretendiente al trono de San Pedro recibe el nombre de antipapa, aunque también se llaman "antipapas" a los que, posteriormente a ocupar el papado, fueron declarados falsos papas por la tradición católica. Los candidatos a la elección papal, que son de hecho pretendientes a ese trono, se denominan preferiti.
Las monarquías electivas, y especialmente la elección imperial, determinan la existencia de distintos candidatos al trono, a los que se puede considerar pretendientes (por ejemplo, Alfonso X el Sabio durante el denominado fecho del Imperio, o Francisco I de Francia cuando pugnaba por la elección contra Carlos I de España, finalmente elegido como Carlos V).